# Winamac
Winamac és una població dels Estats Units a l'estat d'Indiana. Segons el cens del 2000 tenia 2.418 habitants.

## Demografia
Segons el cens del 2000, Winamac tenia 2.418 habitants, 988 habitatges, i 607 famílies. La densitat de població era de 723,7 habitants/km².
Dels 988 habitatges en un 29,5% hi vivien nens de menys de 18 anys, en un 46,8% hi vivien parelles casades, en un 10,9% dones solteres, i en un 38,5% no eren unitats familiars. En el 34,9% dels habitatges hi vivien persones soles el 19,1% de les quals corresponia a persones de 65 anys o més que vivien soles. El nombre mitjà de persones vivint en cada habitatge era de 2,27 i el nombre mitjà de persones que vivien en cada família era de 2,93.
Per edats la població es repartia de la següent manera: un 23,6% tenia menys de 18 anys, un 8,9% entre 18 i 24, un 26,1% entre 25 i 44, un 19,6% de 45 a 60 i un 21,7% 65 anys o més.
L'edat mediana era de 38 anys. Per cada 100 dones de 18 o més anys hi havia 83,1 homes.
La renda mediana per habitatge era de 31.413 $ i la renda mediana per família de 43.824 $. Els homes tenien una renda mediana de 29.667 $ mentre que les dones 22.461 $. La renda per capita de la població era de 16.447 $. Entorn del 5,3% de les famílies i el 8,2% de la població estaven per davall del llindar de pobresa.

## Poblacions més properes
El següent diagrama mostra les poblacions més properes.